# Disneyland with the Death Penalty

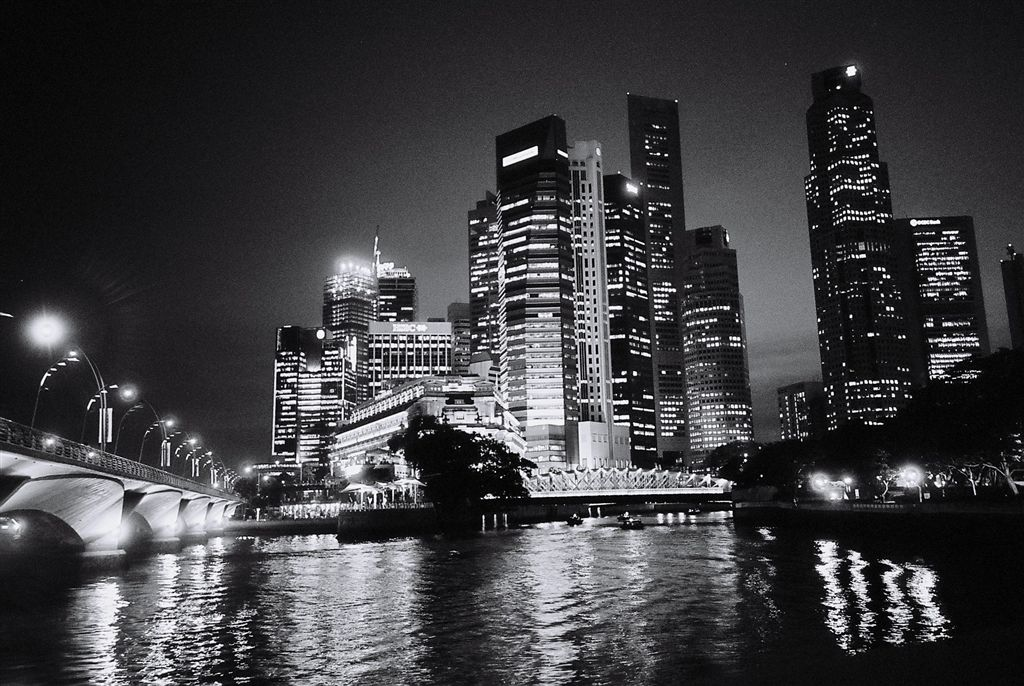
Cảnh Singapore về đêm

"Disneyland with the Death Penalty" (tạm dịch: Disneyland với án tử hình) là một bài phóng sự dài 4.500 chữ viết về Singapore của nhà văn William Gibson. Đây là tác phẩm phi hư cấu lớn đầu tiên của ông, và được giới thiệu trên trang bìa tạp chí Wired, ấn bản tháng 9/10 năm 1993 (1.4).
Bài viết đưa ra các ghi nhận của Gibson về kiến trúc, hiện tượng và văn hóa Singapore, và ấn tượng về một thành phố sạch sẽ, buồn tẻ và rập khuôn mà ông cảm nhận được trong lúc ông ở đó. Tựa của bài viết, cũng như ẩn dụ chính của nó—rằng Singapore là Disneyland với án tử hình—nói đến sự giả tạo chuyên chế mà tác giả đã nhận thấy từ đảo quốc này. Singapore, theo Gibson, không có ý thức sáng tạo hay chân thật nào, cũng không còn biểu lộ lịch sử hay văn hóa ngầm. Ông đánh giá chính quyền nước này đã thâm nhập khắp nơi, có tính chất đoàn thể và kỹ trị, trong khi hệ thống tư pháp thì cứng nhắc và hà khắc. Ông miêu tả người dân Singapore như những người tiêu thụ có thị hiếu nhạt nhẽo. Bài viết được nhấn mạnh bởi những bản tin địa phương về các vụ xét xử tội phạm mà tác giả dùng để minh họa các quan sát của mình, và được xen kẽ với những đoạn miêu tả các sân bay Đông Nam Á mà ông đã đi và đến.
Dù đây là tác phẩm phi hư cấu lớn đầu tiên của Gibson, nó đã lập tức gây ảnh hưởng sâu rộng. Chính quyền Singapore cấm lưu hành tạp chí Wired ngay khi bài viết ra mắt. Trên phương diện quốc tế, cụm từ "Disneyland với án tử hình" đã gắn liền với tiếng tăm chuyên chế và khắt khe mà đảo quốc này khó có thể rũ bỏ.

## Tóm lược

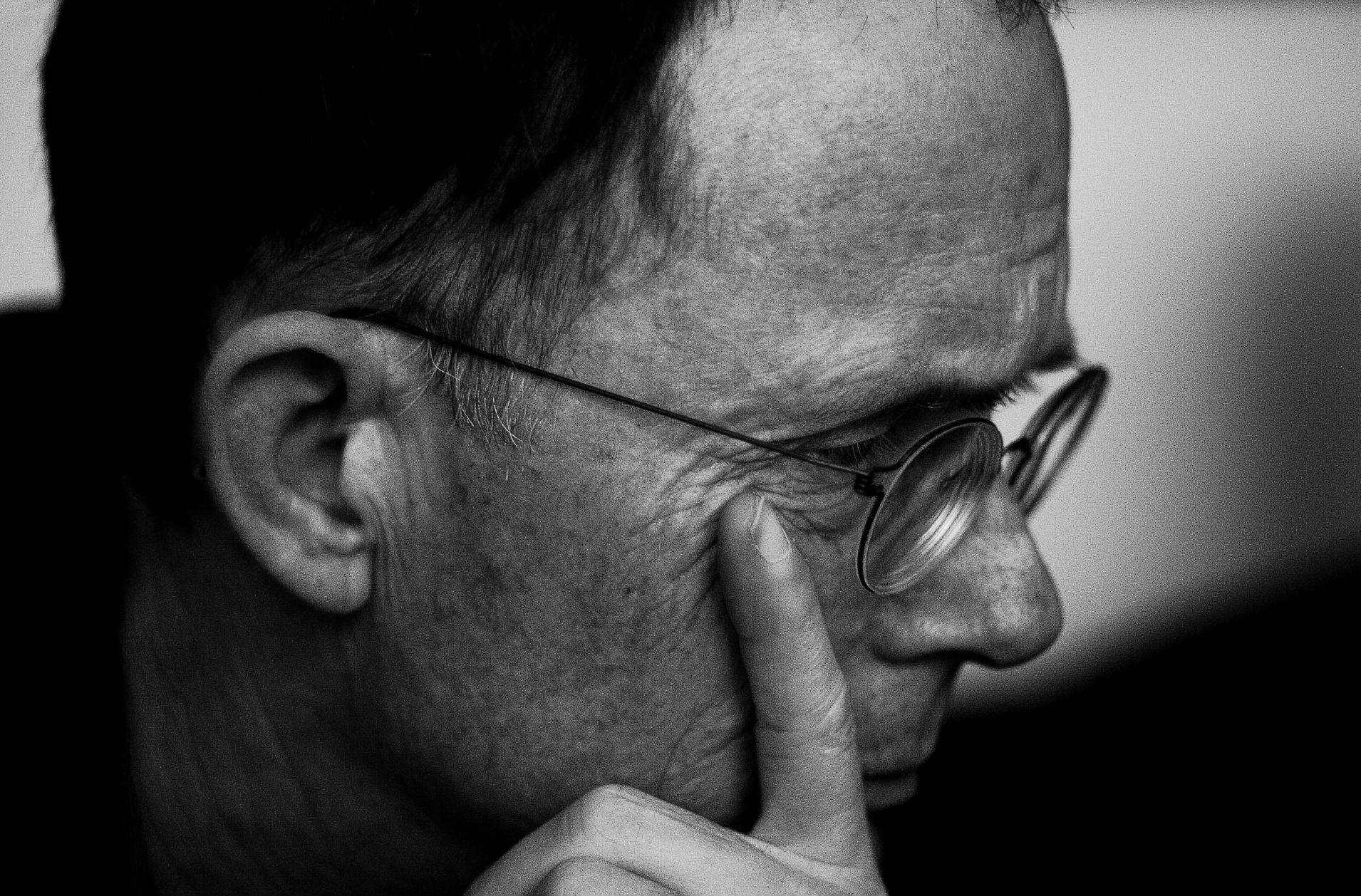
William Gibson

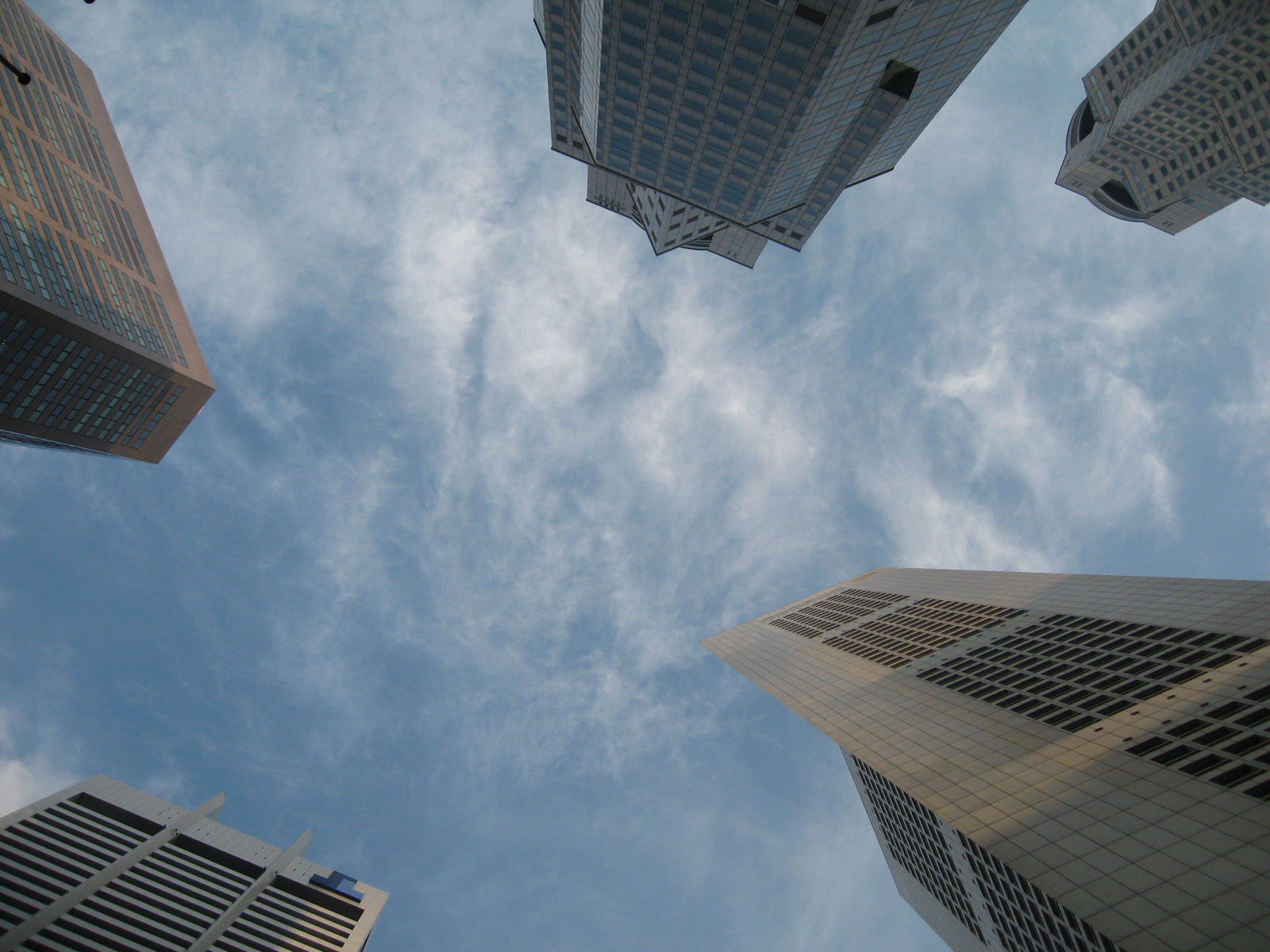
Nhà chọc trời ở Raffles Place trong khu Central Business District

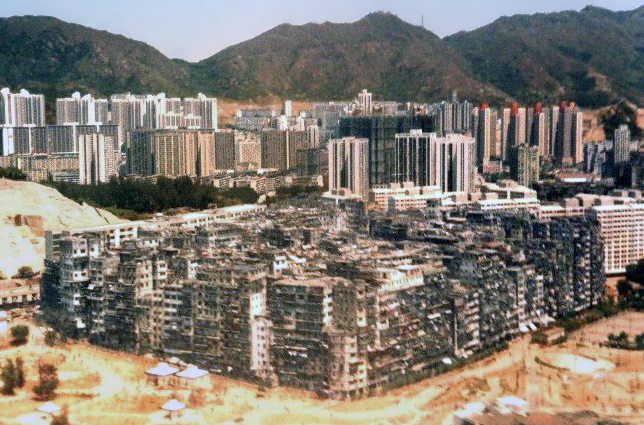
Hình chụp từ không trung năm 1989 của khu Cửu Long Trại Thành ở Hồng Kông, được Gibson tán thành khi so với Singapore

Tựa đề "Disneyland with the Death Penalty" chỉ đến chủ thể của bài viết, đảo quốc Đông Nam Á Singapore, Gibson cảm thấy nơi này ghê tởm với sự cằn cỗi được duy trì nghiêm chỉnh. Sau khi mở đầu bài viết với phép ẩn dụ về Disneyland, Gibson trích dẫn một nhận xét được cho là của Laurie Anderson rằng "nếu không đưa một ít đất bụi vào thì thực tế ảo sẽ không bao giờ giống thật" khi bàn về tình trạng sạch sẽ ngăn nắp của Changi Airtropolis, sân bay quốc tế của Singapore. Bên ngoài sân bay, ông ghi nhận môi trường tự nhiên đã được trồng trọt thành "những ví dụ toàn mỹ của chính mình", như những sân golf đầy rẫy ở đó. Xã hội Singapore là một "trải nghiệm luôn luôn được phân loại G", được chính quyền điều khiển như một công ty khổng lồ, luôn quan tâm đến sự tuân thủ, hạn chế cách cư xử. Chính quyền này rõ ràng thiếu sự sáng tạo và tính vui nhộn.
Gibson cảm thấy đau khổ khi cố gắng tìm kiếm những dấu vết Singapore thời Victoria. Nhằm khám phá những cơ cấu xã hội tiềm ẩn của Singapore, tác giả ra sức tìm những khu vực bẩn thỉu trong thành phố nhưng vô vọng; có vài hôm, ông thức dậy từ lúc bình minh để đi bộ, chỉ để khám phá rằng "quá khứ vật chất [của thành phố]... gần như đã hoàn toàn tan biến". Ông tóm lược lại lịch sử Singapore từ khi được Sir Stamford Raffles thành lập năm 1819 đến thời Nhật Bản chiếm đóng và sau này trở nên độc lập năm 1965. Ông kết luận rằng Singapore thời nay, trên thực tế là một nhà nước đơn đảng và nền kỹ trị tư bản, trước hết là thành quả từ kế hoạch của Thủ tướng cầm quyền ba thập niên Lý Quang Diệu. Bên lề, ông trích một tít từ tờ South China Morning Post nói về phiên xử một số nhà kinh tế, một viên chức chính phủ và một chủ bút tờ báo về tội tiết lộ bí mật quốc gia khi họ công khai tốc độ tăng trưởng kinh tế của Singapore.
Gibson căm ghét sự thiếu cảm giác thành thị thật sự, và quy trách nhiệm cho "sự thiếu thốn sáng tạo rõ ràng". Ông trình bày cảm nhận của mình về kiến trúc của thành bang, miêu tả về dòng người không ngớt, trẻ đẹp và ăn mặc theo kiểu trung lưu, đi qua các khu mua sắm. Ông so sánh nước này với một khu hội nghị ở Atlanta, Georgia. Ông cảm thấy những sản phẩm bầy bán trong các cửa hàng băng đĩa và tiệm sách rất là nhạt nhẽo, đặt câu hỏi rằng đây có phải một phần là do nỗ lực của Undesirable Propagation Unit (UPU - Đơn vị [Chống] Lan truyền không lành mạnh), một cơ quan kiểm duyệt nhà nước. Giữa sự thiếu thốn gần như hoàn toàn của tự do phóng túng và văn hóa phản kháng, Gibson cũng không tìm ra được sự bất đồng chính kiến, một kinh tế ngầm, hay khu ổ chuột. Thay vì mua bán tình dục, tác giả lại tìm thấy những "trung tâm sức khỏe" được chính quyền cho phép – thật ra là tiệm massage – và những cuộc hẹn hò bắt buộc do các cơ quan chính phủ tổ chức và chỉ thị. Tác giả viết "đáng chú ý là có rất ít điều gì, tại Singapore ngày nay, mà không phải là thành quả của chính sách xã hội có chủ ý và chắc hẳn đã được cân nhắc kỹ càng."
Tác giả cho rằng sự thiếu thốn về lĩnh vực sáng tạo của Singapore có thể thấy rõ qua việc người dân Singapore ham mê tiêu thụ, tính đồng nhất của những cửa hàng và cũng như những mặt hàng được bày bán, và cái mà ông miêu tả là một niềm đam mê khác của họ: ăn uống (dù ông có một số phàn nàn về sự đa dạng của các món ăn, ông đã dành lời khen ngợi ẩm thực Singapore, đặc biệt là sự đa dạng và vệ sinh của các quán hàng rong đường phố). Ông trở lại chủ đề nói về sự nhạt nhẽo của thành phố, ghi nhận môi trường vật chất sạch sẽ đến đáng lo ngại và tinh thần tự tuân thủ của người dân. Khi nói về các tiến triển kỹ thuật và khát vọng trở thành một nền kinh tế thông tin của Singapore, Gibson đã nêu sự nghi ngờ về khả năng chống chịu của bản chất kiềm chế và dè dặt khi bị văn hóa kỹ thuật số tràn ngập – "không gian ảo phân loại X hoang vu". Ông suy đoán rằng "vận mệnh của Singapore là trở thành một vùng đất riêng trật tự và thịnh vượng... giữa một biển rộng chứa những điều kỳ quặc khó tưởng tượng, không hơn không kém."
Vào đoạn cuối bài viết, Gibson nhắc đến hai trường hợp tử hình trong hệ thống tư pháp Singapore; ông trích một bài báo từ tờ The Straits Times về Mat Repin Mamat, một người đàn ông Mã Lai bị kết án tử hình vì tội buôn lậu một kilôgam cần sa vào nước này, tiếp theo đó ông miêu tả về vụ án của Johannes van Damme, một kỹ sư người Hà Lan mà các nhà chức trách đã khám phá mang trên người một lượng heroin lớn, cũng nhận hậu quả tương tự. Ông nói ra nỗi lo âu về sự công bằng của án tử hình và miêu tả Singapore là đất nước không khoan nhượng. Sau khi nghe tin về bản án của van Damme, Gibson quyết định bước chân ra đi, trả phòng khách sạn "với tốc độ kỷ lục", và bắt taxi ra sân bay. Chuyến đi này đáng chú ý là không có bóng dáng cảnh sát nào trên đường dù xe taxi đã vượt đường đỏ nhiều lần, nhưng khi vừa đến sân bay thì họ lại xuất hiện, nhìn ông với ánh mắt nghiêm nghị khi ông chụp hình một tờ giấy vụn mà ai đó bỏ rơi. Bay đến Hồng Kông ông nhìn thấy khu nhà lụp xụp Cửu Long Trại Thành lúc đó sắp bị phá hủy ở cuối đường băng tại Sân bay Khải Đức đầy hỗn loạn. Ông suy ngẫm về sự khác biệt giữa đây và thành phố điềm đạm và sạch sẽ mà ông vừa rời khỏi. Bài viết kết thúc với câu nói "Tôi nới lỏng cà vạt của mình, rời khỏi không phận Singapore."

## Ảnh hưởng và dấu ấn
Chính quyền Singapore đã phản ứng sau khi bài viết được xuất bản bằng cách cấm tạp chí Wired lưu hành trong nước. Cụm từ "Disneyland với án tử hình" đã trở thành lời miêu tả nổi tiếng và được nhắc đến nhiều về quốc gia này, đặc biệt bởi những người chỉ trích bản chất chuyên chính của Singapore. Tiếng tăm về một quốc gia chuyên chế và hà khắc này đã khiến Singapore khó có thể gỡ bỏ lời miêu tả trên. Tạp chí Creative Review đánh giá đây là lời "chỉ trích nổi tiếng", trong khi phó chủ bút tờ The New York Times R. W. Apple Jr. đã bào chữa nước này trong một bài viết năm 2003, cho rằng Singapore "không xứng đáng nhận danh hiệu gạt bỏ làm tổn thương của Gibson".

Xét lại tác phẩm của mình trong một bài blog năm 2003, Gibson viết:
Bài viết trên Wired đó có thể đã truyền đạt được ý thức mà ngày nay đã trở thành sáo rỗng rằng Singapore là một thành bang rùng rợn và nghiêm ngặt, nhưng nó chưa nói đủ về sự buồn tẻ của nơi đó. Nó là một môi trường *bán buôn* thậm tệ. Các trung tâm mua sắm vô tận thì đầy rẫy những cửa hàng bán những món hàng y như nhau...Nếu bạn chỉ mua sắm tại Heathrow chắc sẽ lấy được bộ đồ bảnh bao hơn.

Trong năm 2009, John Kampfner đã nhận xét rằng cụm từ "Disneyland với án từ hình" vẫn được "trích dẫn bởi những người chỉ trích Singapore như là một lời tóm tắt chính xác về hồ sơ nhân quyền của nó, cũng như bởi những người ủng hộ nước này như một ví dụ về sự độc đoán của nước ngoài." "Disneyland with the Death Penalty" là một bài đọc cho đề tài "tiến triển của Singapore" trong một lớp học viết văn và tư duy phản biện tại Đại học Quốc gia Singapore năm 2008. Tác phẩm cũng được đưa vào tuyển tập các tác phẩm phi hư cấu của Gibson xuất bản năm 2012, Distrust That Particular Flavor.

## Đánh giá
Bài viết đã kích động nhiều ý kiến phê bình và phản biện. Tờ báo The Boston Globe miêu tả bài phóng sự là "một bài viết đay nghiến về nhà nước kỹ trị ở Singapore". Nhà địa lý học chính trị hậu hiện đại Edward Soja khen ngợi đây là một "cuộc dạo chơi tuyệt vời vòng quanh phong cách thành thị không gian ảo (cyberspacial urbanities)" của quốc đảo này. Nhà báo Steven Poole gọi nó là "bài báo cáo [nói lên nỗi] kinh hoàng", và lập luận rằng tác giả "căm ghét những không gian không kẽ hở của các doanh nghiệp lớn" và "đấu tranh cho những kẽ hở". Trong một bài phê bình tiểu thuyết Zero History của Gibson xuất bản năm 2010 được đăng trên tờ The Observer, James Purdon đưa ra "Disneyland" như một trong những đỉnh cao sự nghiệp của Gibson, miêu tả nó là "một phóng sự dí dỏm, có nhận thức, gợi ra một tài năng văn học phi hư cấu ngang bằng đến tầm nhìn mà đã đưa Gibson lên vị trí bậc thầy trong thời đại kỹ thuật số".
Triết gia Peter Ludlow đã diễn giải bài viết này là một sự tấn công vào thành phố, và nêu ra điều mỉa mai rằng Disneyland trên thực tế tọa lạc tại California—một tiểu bang mà "bộ luật hình sự áp chế bao gồm cả án tử hình". Nhà lý luận đô thị Maarten Delbeke ghi nhận rằng Gibson đã nêu ra sự điều khiển thành phố bằng máy tính là nguyên nhân dẫn đến đặc tính sạch sẽ giả tạo, điều mà Delbeke gọi là "một phàn nàn thông thường, gần như là lạc hậu đối với nền kỹ trị". Trong một bài viết năm 2004 trên Forum on Contemporary Art & Society, Paul Rae bình luận rằng "trong khi khả năng ghi lại thời cuộc đáng được đánh giá nghiêm túc trong khung cảnh như thế này, phóng sự của Gibson khó tránh được sự thiếu tao nhã", và trích lời phê bình của nhà hàn lâm Anh sống ở Singapore John Phillips rằng Gibson "đã không suy nghĩ thấu đáo".
Trong quyển S,M,L,XL (1995), nhà lý luận đô thị và kiến trúc Rem Koolhaas chỉ trích văn phong gay gắt và mỉa mai của bài viết, cho rằng nó là một phản ứng tiêu biểu của "những người cha mẹ quá cố than phiền về những xáo trộn con cái họ đã làm đối với tài sản kế thừa". Koolhaas lập luận rằng những phản ứng như của Gibson đã có ngụ ý rằng những di sản tốt đẹp của thời hiện đại chỉ được người Tây phương thụ hưởng một cách khôn khéo, và những nỗ lực nắm lấy cái "tối tân" của thời hiện đại như Singapore đã làm mà không hiểu biết về lịch sử của nó sẽ gây nhiều mất mát to lớn đáng trách.
Tác giả người Singapore Tang Weng Hong cũng đã viết một bài phê bình phản ứng đối với cả Gibson và Koolhaas.